# Peperomia aceramarcana
Peperomia aceramarcana är en pepparväxtart som beskrevs av William Trelease. Peperomia aceramarcana ingår i släktet peperomior, och familjen pepparväxter. Inga underarter finns listade i Catalogue of Life.